# Henrykowo (Środa Wielkopolska)
Pour les articles homonymes, voir Henrykowo.
Henrykowo (prononciation : [xɛnrɨˈkɔvɔ]) est une localité polonais de la gmina de Środa Wielkopolska dans le powiat de Środa Wielkopolska de la voïvodie de Grande-Pologne dans le centre-ouest de la Pologne.
Elle se situe à environ 3 kilomètres à l'est de Środa Wielkopolska (siège de la gmina et du powiat) et à 32 kilomètres au sud-est de Poznań (capitale régionale).

## Histoire
De 1975 à 1998, la localité faisait partie du territoire de la voïvodie de Poznań.

Depuis 1999, Henrykowo est situé dans la voïvodie de Grande-Pologne.